# Ludwig Beckmann (Heer)
Ludwig Beckmann (Heer) (16 de maio de 1915 - 22 de agosto de 1943) foi um oficial alemão que serviu durante a Segunda Guerra Mundial. Foi condecorado com a Cruz de Cavaleiro da Cruz de Ferro.

## Condecorações
| Cruz de Ferro 2ª Classe                                                |
| Cruz de Ferro 1ª Classe                                                |
| Cruz de Cavaleiro da Cruz de Ferro 26 de outubro de 1943* Postumamente |